# Pollux Rock
Der Pollux Rock ist neben dem nördlich gelegenen Castor Rock eine von zwei Klippen vor der Südküste von Vindication Island im Archipel der Südlichen Shetlandinseln.
Die Besatzung der Discovery II benannte beide Klippen 1930 im Zuge von Vermessungen im Rahmen der britischen Discovery Investigations als Castor and Pollux nach dem Brüderpaar Castor und Pollux aus der griechischen Mythologie. Das UK Antarctic Place-Names Committee entschied 1971, die gemeinsame Benennung individuell auf beide Klippen aufzuteilen.